# Draft da NBA de 1951
O Draft da NBA de 1951 foi o quinto draft anual da National Basketball Association (NBA). O draft foi realizado em 25 de abril de 1951, antes da temporada de 1951-52. Neste draft, dez equipes da NBA se revezaram na seleção de jogadores amadores de basquete universitário dos EUA. Em cada rodada, as equipes selecionam na ordem inversa de seu recorde de vitórias e derrotas na temporada anterior. O Tri-Cities Blackhawks participou do draft, mas se mudou para Milwaukee e se tornou o Milwaukee Hawks antes do início da temporada. O draft consistiu em 12 rodadas com 87 jogadores selecionados.

## Seleção e carreira dos selecionados
Gene Melchiorre da Bradley University foi selecionado em primeiro lugar geral pelo Baltimore Bullets. No entanto, ele nunca jogou na NBA devido ao seu envolvimento em um escândalo enquanto jogava basquete universitário. Myer Skoog, da Universidade de Minnesota, foi selecionado antes do draft como a escolha territorial do Minneapolis Lakers.

## Draft
| ^ | Jogador que foi introduzido no Basketball Hall of Fame                      |
| * | Jogador que foi selecionado para pelo menos um All-Star Game e All-NBA Team |
| # | Jogador que nunca jogou em uma temporada regular da NBA ou jogo de playoff  |

| Rodada | Escolha | Jogador          | Posição | Nacionalidade  | Time                   | Universidade       |
| ------ | ------- | ---------------- | ------- | -------------- | ---------------------- | ------------------ |
| T      | –       | Myer Skoog       | G       | Estados Unidos | Minneapolis Lakers     | Minnesota          |
| 1      | 1       | Gene Melchiorre# | G       | Estados Unidos | Baltimore Bullets      | Bradley            |
| 1      | 2       | Mel Hutchins+    | F/C     | Estados Unidos | Tri-Cities Blackhawks  | Brigham Young      |
| 1      | 3       | Marc Freiberger# | C       | Estados Unidos | Indianapolis Olympians | Oklahoma           |
| 1      | 4       | Zeke Sinicola    | G       | Estados Unidos | Fort Wayne Pistons     | Niagara            |
| 1      | 5       | John McConathy   | F       | Estados Unidos | Syracuse Nationals     | Northwestern State |
| 1      | 6       | Ed Smith         | F       | Estados Unidos | New York Knicks        | Harvard            |
| 1      | 7       | Ernie Barrett    | G/F     | Estados Unidos | Boston Celtics         | Kansas State       |
| 1      | 8       | Sam Ranzino      | G       | Estados Unidos | Rochester Royals       | NC State           |
| 1      | 9       | Don Sunderlage+  | G       | Estados Unidos | Philadelphia Warriors  | Illinois           |
| 2      | 10      | Jack Stone#      | G/F     | Estados Unidos | Baltimore Bullets      | Kansas State       |
| 2      | 11      | Bill Gossett#    | F/C     | Estados Unidos | Tri-Cities Blackhawks  | Colorado A&amp;M   |
| 2      | 12      | Scotty Steagall# | G       | Estados Unidos | Indianapolis Olympians | Millikin           |
| 2      | 13      | Jack Kiley       | G       | Estados Unidos | Fort Wayne Pistons     | Syracuse           |
| 2      | 14      | Don Savage       | G/F     | Estados Unidos | Syracuse Nationals     | Le Moyne           |
| 2      | 15      | Roland Minson#   | G       | Estados Unidos | New York Knicks        | Brigham Young      |
| 2      | 16      | Bill Garrett#    | F       | Estados Unidos | Boston Celtics         | Indiana            |
| 2      | 17      | Ray Ragelis      | F       | Estados Unidos | Rochester Royals       | Northwestern       |
| 2      | 18      | Mel Payton       | G/F     | Estados Unidos | Philadelphia Warriors  | Tulane             |
| 2      | 19      | Lew Hitch        | F/C     | Estados Unidos | Minneapolis Lakers     | Kansas State       |

## Outras escolhas
A lista a seguir inclui outras escolhas de draft que jogaram em pelo menos um jogo da NBA.
| Redondo | Escolha | Jogador         | Posição | Nacionalidade  | Equipe                 | Faculdade          |
| ------- | ------- | --------------- | ------- | -------------- | ---------------------- | ------------------ |
| 3       | 23      | Jake Fendley    | F       | Estados Unidos | Fort Wayne Pistons     | Noroeste           |
| 3       | 24      | Bato Govedarica | G       | Estados Unidos | Syracuse Nationals     | De Paul            |
| 3       | 27      | Fred Diute      | G       | Estados Unidos | Rochester Royals       | São Boaventura     |
| 4       | 31      | Jim Slaughter   | C       | Estados Unidos | Tri-Cities Blackhawks  | Carolina do Sul    |
| 4       | 32      | Bill Tosheff    | G       | Estados Unidos | Indianapolis Olympians | Indiana            |
| 4       | 37      | Elmer Behnke    | C       | Estados Unidos | Rochester Royals       | Bradley            |
| 5       | 48      | Mike Kearns     | G       | Estados Unidos | Philadelphia Warriors  | Princeton          |
| 6       | 51      | John Rennicke   | G       | Estados Unidos | Tri-Cities Blackhawks  | Drake              |
| 6       | 55      | Al McGuire      | G/F     | Estados Unidos | New York Knicks        | São João           |
| 6       | 56      | James Luisi     | G       | Estados Unidos | Boston Celtics         | São Francisco (NY) |
| 7       | 68      | George Dempsey  | G       | Estados Unidos | Philadelphia Warriors  | King's (NY)        |
| 8       | 77      | James Phelan    | G       | Estados Unidos | Philadelphia Warriors  | La Salle           |